# ジェームズ・バルフォア (工学者)
ジェームズ・メルヴィル・バルフォア（英: James Melville Balfour、1831年6月2日 - 1869年12月19日
）は、スコットランド・ニュージーランドの海洋工学者。きわめて精力的な人物であり、ニュージーランドではわずか6年の滞在歴にもかかわらず、数多の灯台の設計や建築プロジェクトに参加した。オタゴ州に雇用された後、ニュージーランド政府から植民地海洋工学者に任命された。

## 生い立ち

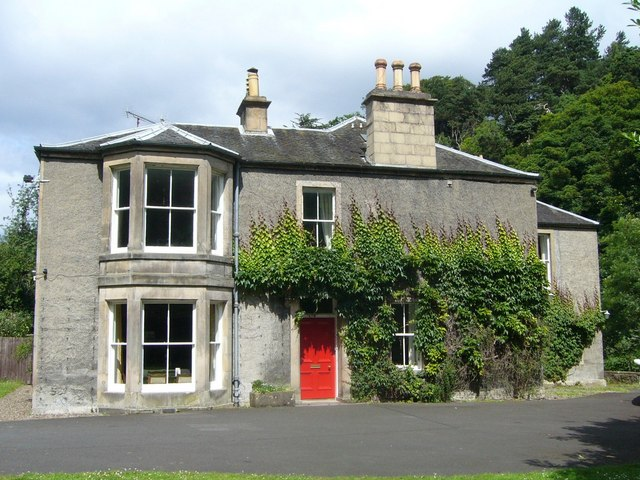
コリントンの牧師館

1831年、エディンバラ南西部に位置するコリントン教区教会の牧師館にて末子として出生した。父ルイス・バルフォア牧師はコリントン教区教会で37年間教役者を務めた。哲学者ジェームズ・バルフォアはルイスの父方の祖父で、医師ロバート・ホワイトは父ルイスの母方の祖父。1806年2月24日、ルイスはアン・マッキントッシュ（Anne Mackintosh）と結婚した。ルイスの子には医師のジョージ・ウィリアム・バルフォアや、トマス・スティーヴンソンと結婚したマーガレット・イサベラ・"マギー"・バルフォア（1829 - 1897）がいる。
ジェームズ・バルフォアはエディンバラ高等学校で教育を受け、エディンバラ大学に進学した。土木工学を学び、また修行のためにワークショップに参加し、光学を学ぶためドイツへ渡ったこともあった。トマス・スティーヴンソン、デイヴィッド・スティーヴンソン兄弟の下で徒弟期間を終え、事務所の灯台部門で働いた。
バルフォアはクリスティーナ・シムソン（Christina Simson）と結婚し、1862年に一人娘マリーを儲けた。マリーはジョージの息子であるジェームズ・クレイグ・バルフォア（James Craig Balfour）と結婚した。

## ニュージーランド
バルフォア一家はサー・ラルフ・アバークロンビー号に乗船して、1863年9月14日にニュージーランドのポート・チャルマーズに到着した。バルフォア及び同僚のトマス・パターソン（Thomas Paterson）はオタゴ州からの要請を受けており、技術職に任命された。バルフォアは海洋、パターソンは陸路を担当した。パターソンはバルフォアより半年年上で、バルフォアと同じくエディンバラ高等学校出身であった。バルフォアはサンダース岬とタイアロア岬の灯台に使用した自作の光源装置をスコットランドから持ち込んだ。
バルフォアは"莫大なエネルギー"を持つ人物と形容された。半年以内で数多の灯台のプロジェクトを始動させた。州との契約は1866年末に終了し（これがバルフォアの選択であるかどうかは不明）、次にバルフォアはウェリントン政府に植民地海洋工学者として雇われた。

## 死没

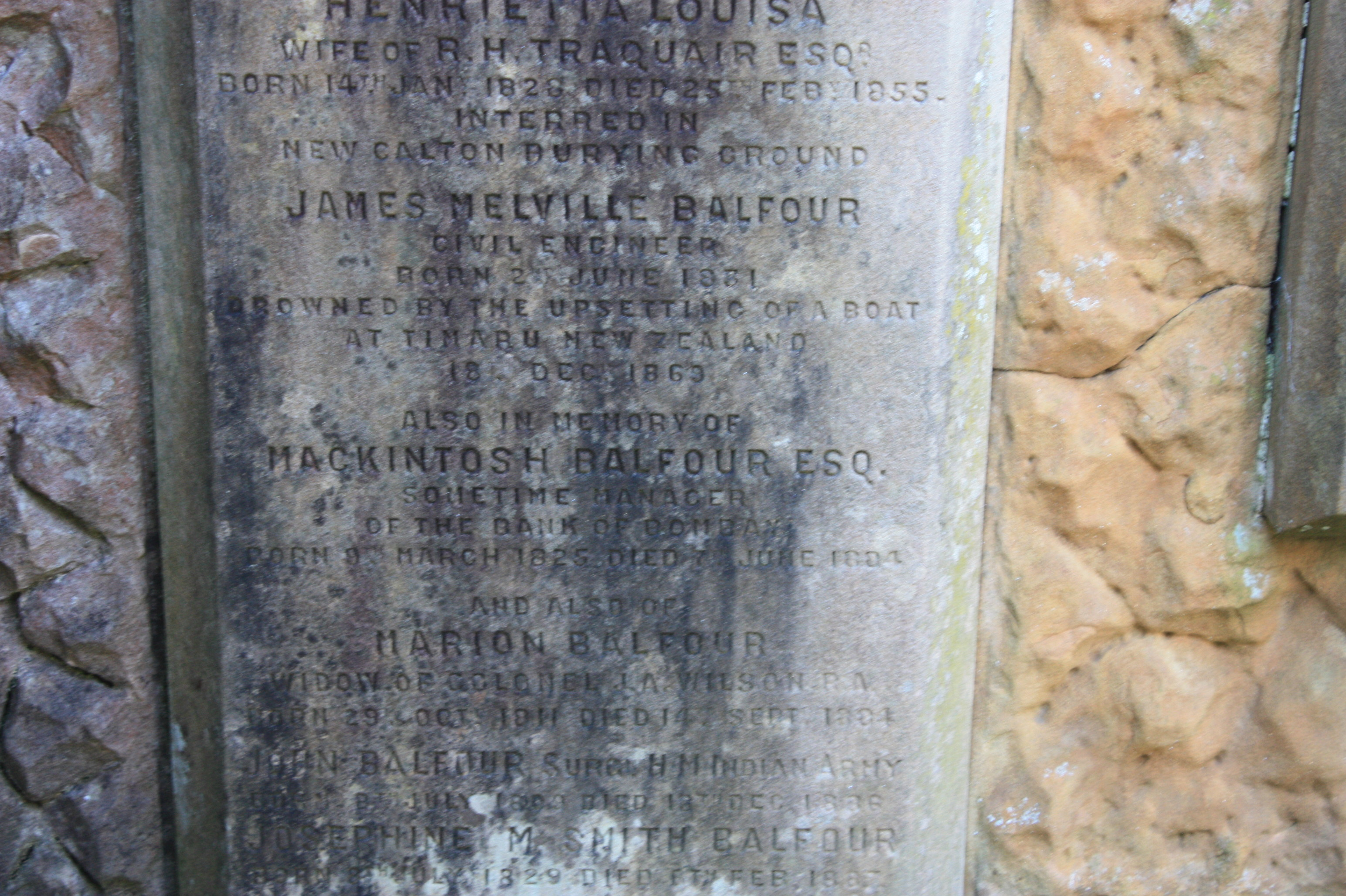
コリントン教会墓地にあるバルフォア家の墓

1869年12月中旬、カカヌイ川で乗り物が横転しパターソンが溺死した。友人の訃報を聞いてバルフォアはすぐに葬儀に参列する準備を進めた。1869年12月19日、8人の乗客が荒波の中、小型船によってティマルー港から沖に停泊していた"マオリ"号へと移った。小型船はトラブルに見舞われたが、乗客はマオリ号が送った救命ボートへ移ることができた。しかし激しい波によって救命ボートがマオリ号の方に流され、転覆した。バルフォアを含む2名の乗客が溺死した。
バルフォアの名はコリントンの家族共同墓に刻まれている。
バルフォアは一流の工学者であり、ジョン・ブラケットの後を継いでニュージーランド公共事業所の主任となることを期待されていた。

## プロジェクトの一覧
バルフォアが設計あるいは監督した灯台の一覧を記す。その幾つかはヘリテージ・ニュージーランドに選ばれている。
| 写真 | 灯台                       | 場所                                                         | 座標                                                                          | 概要 | 点灯日        | 遺産                    |
| ---- | -------------------------- | ------------------------------------------------------------ | ----------------------------------------------------------------------------- | --- | ------------- | ----------------------- |
|      | タイアロア岬灯台           | オタゴ・ペニンシュラ、タイアロア岬                           | 南緯45度46分25.89秒 東経170度43分44.43秒 / 南緯45.7738583度 東経170.7290083度 | バルフォアが最初に着手したことの一つに、ポート・チャルマーズの船の安全を確保するこの灯台の設計を考えることがあった。南島で稼働中の灯台のうち最古である。 | 1865年1月2日  | Category 1; number 2220 |
|      | ドッグ・アイランド灯台     | フォーボー海峡、ドッグ・アイランド                           | 南緯46度39分07秒 東経168度24分38秒 / 南緯46.65190度 東経168.4105度            | バルフォアが最初に着手したもう一つの仕事はフォーボー海峡を渡るあるいはブルッフ港に向かう船の安全を確保することであった。ニュージーランドの中で最も高く、特徴的な外装をしている。稼働中。                                                                                                   | 1865年8月5日  | Category 1; number 395  |
|      | フェアウェル・スピット灯台 | フェアウェル・スピット                                       | 南緯40度32分46秒 東経173度00分34秒 / 南緯40.546064度 東経173.009474度         | バルフォアによって設計され、死後に建設された。低く長い砂洲で頻繁に起こる座礁の対処の助けとなる。1897年に露出している外枠の木材の塔が鉄骨に置き換えられた。稼働中。 | 1870年6月17日 | 登録無し                |
|      | ナゲット・ポイント燈台     | ザ・カトリンズ港のナゲット・ポイント                         | 南緯46度26分53秒 東経169度49分01秒 / 南緯46.448133度 東経169.816933度         | バルフォアによって設計され、死後に建設された。ナゲット・ポイント燈台はクルサ川河口の当時賑わっていたポート・モリヌークスに向かう船の安全な渡航のために必要とされた。稼働中。 | 1870年7月4日  | 登録無し                |
|      | キャンベル岬灯台           | マールボロ地方、キャンベル岬                                 | 南緯41度43分39秒 東経174度16分31秒 / 南緯41.727604度 東経174.275378度         | バルフォアによって設計され、死後に建設された。木造であったため老朽化が甚だしく、1905年に新しい構造に建て替えられた。稼働中。 | 1870年8月1日  | 登録無し                |
|      | ポヌイ・パッセージ灯台     | ハウラキ湾のポヌイ島とパキヒ島間                             | 南緯36度54分01秒 東経175度10分58秒 / 南緯36.900389度 東経175.182761度         | ニュージーランドの海上に位置する2つの灯台のうちの1つ。バルフォアはこの場所を推奨し、大まかな設計のみ行った。詳細はジェームズ・スチュアートが引き受けた。灯台守のコテージが撤去される1938年以前の見た目はビーン・ロック灯台と類似していた。現在は取り壊されてその役割はビーコンに移された。 | 1871年        | 解体済み                |
|      | ビーン・ロック灯台         | ワイテマタ港入り口の礁                                       | 南緯36度50分00秒 東経174度49分52秒 / 南緯36.833284度 東経174.831127度         | ニュージーランドの海上に位置する2つの灯台のうちの1つ。ポヌイ・パッセージ灯台と同様、細かい設計はスチューアトが担当した。稼働中。 | 1871年7月24日 | Category 1; number 3295 |
|      | サンダース岬灯台           | オタゴ・ペニンシュラサンダース岬近くのマタキタキ・ポイント。 | 南緯45度52分52秒 東経170度43分43秒 / 南緯45.881022度 東経170.728579度         | 最初はサンダース岬に建てる計画をしていた。計画が大きく遅れたのちにジョン・ブラケットによって設計され、マタキタキ・ポイント付近に設置された。2006年アルミニウムの塔に置き換えられた。 | 1880年1月1日  | 登録無し                |

## エポニム
かつてはロングリッジ（Longridge）と呼ばれていた南島のある小さな町の名前が、同名の他の場所との混同を避けるため、バルフォアに変更された。この「バルフォア」という名がこの町に住んでいたワイメア社従業員由来のものであるか、ジェームズ・バルフォア由来のものであるかは定かでない。
小説家エレノア・カットンは The Luminaries の執筆の際に、ニュージーランド国立図書館のウェブサイトのサービス Papers Past を使って、ウェスト・コースト・ゴールドラッシュをモチーフにしたキャラクターの相応しい名前を決めた。当時ウェスト・コースト地方で活動していたバルフォアを知り、カットンはバルフォアの姓を取って、その船舶代理店店主のキャラクターの名をトマス・バルフォア（Thomas Balfour）にしたと言われる。

### 書籍
- Lee, Sidney, ed. (1912). “Balfour, George William” . Dictionary of National Biography (2nd supplement) (英語). Vol. 1. London: Smith, Elder & Co.
- Reed, A. W. (2010). Peter Dowling. ed. Place Names of New Zealand. Rosedale, North Shore: Raupo. ISBN 978-0-14-320410-7
- Scholefield, Guy, ed (1940). A Dictionary of New Zealand Biography : A–L. I. Wellington: Department of Internal Affairs.  オリジナルの9 March 2012時点におけるアーカイブ。 2015年1月6日閲覧。

### 新聞
- “Port Chalmers”. Otago Daily Times (542). (1863年9月14日) 2015年1月6日閲覧。
- “Sad Accident at Timaru”. The Press XV (2084). (1869年12月20日) 2015年1月6日閲覧。
- “Fatal Accidents in the South”. Daily Southern Cross XXV (3851). (1869年12月24日) 2015年1月6日閲覧。
- “The Late Mr Balfour”. The Star (503). (1869年12月29日) 2015年1月4日閲覧。
- Mussen, Deidre (2013年3月26日). “Catton's novel brings old family links to life”. The Press 2015年1月6日閲覧。

### ウェブサイト
- Aspden, R. J.. “Balfour, James Melville”.  Institution of Professional Engineers New Zealand. 2017年12月1日時点のオリジナルよりアーカイブ。2015年1月6日閲覧。
- Beaglehole, Helen (2013年7月9日). “Lighthouses – A national system”.  Te Ara: The Encyclopedia of New Zealand. 2015年1月4日閲覧。
- “Marie Clothilde Balfour – Biography”.   Telling History. 2015年1月6日閲覧。
- “James Melville Balfour”.   Grace's Guide. 2015年1月6日閲覧。
- “Thomas Paterson (1830–1869)”.   Grace's Guide. 2015年1月6日閲覧。
- “New Zealand Lighthouses”. newzealandlighthouses.com. 2015年1月12日閲覧。
  - “Bean Rock Lighthouse (1871)” (2009年12月30日). 2015年1月15日閲覧。
  - “Cape Campbell (1870) (1905)” (2009年11月28日). 2015年1月11日閲覧。
  - “Cape Saunders (1880)”. 2015年1月15日時点のオリジナルよりアーカイブ。2015年1月15日閲覧。
  - “Dog Island (1865)” (2009年12月29日). 2014年12月16日時点のオリジナルよりアーカイブ。2015年1月11日閲覧。
  - “Farewell Spit (1869)” (2011年6月18日). 2018年10月16日時点のオリジナルよりアーカイブ。2015年1月11日閲覧。
  - “Nugget Point (1870)”. 2015年1月11日閲覧。
  - “Ponui Passage (1871)” (2009年12月12日). 2015年1月11日閲覧。
  - “Taiaroa Head (1865)” (2011年2月5日). 2015年1月11日閲覧。

- Whitehouse, Olwyn. “Shipping News 1863”. rootsweb.   New Zealand Bound. 2015年1月6日閲覧。